# Tom Bischof
Tom Bischof (Aschaffenburg, 28 de junio de 2005) es un futbolista alemán que juega de centrocampista en el Bayern de Múnich de la Bundesliga.

## Trayectoria
Debutó como profesional con el TSG 1899 Hoffenheim de la Bundesliga el 19 de marzo de 2022 en el partido fuera de casa contra el Hertha Berlín.
El 21 de enero de 2025 se anunció su fichaje por el Bayern de Múnich a partir de la siguiente temporada tras finalizar su contrato con el TSG 1899 Hoffenheim. Finalmente se incorporó unas semanas antes tras llegar a un acuerdo económico para poder participar en la Copa Mundial de Clubes de la FIFA 2025.

## Selección nacional
Fue internacional con Alemania en las categorías sub-16 y sub-17. El 8 de junio de 2025 debutó con la selección absoluta en el partido por el tercer y cuarto puesto de la Liga de Naciones de la UEFA 2024-25 ante Francia que perdieron por cero a dos.

## Estadísticas

### Clubes
Actualizado al último partido disputado el 17 de mayo de 2025.
| Club                              | Div.          | Temporada     | Liga  | Liga  | Liga   | Copas nacionales | Copas nacionales | Copas nacionales | Copas internacionales | Copas internacionales | Copas internacionales | Total | Total | Total  |
| Club                              | Div.          | Temporada     | Part. | Goles | Asist. | Part.            | Goles            | Asist.           | Part.                 | Goles                 | Asist.                | Part. | Goles | Asist. |
| --------------------------------- | ------------- | ------------- | ----- | ----- | ------ | ---------------- | ---------------- | ---------------- | --------------------- | --------------------- | --------------------- | ----- | ----- | ------ |
| TSG 1899 Hoffenheim · Alemania    | 1.ª           | 2021-22       | 1     | 0     | 0      | 0                | 0                | 0                | —                     | —                     | —                     | 1     | 0     | 0      |
| TSG 1899 Hoffenheim · Alemania    | 1.ª           | 2022-23       | 11    | 0     | 0      | 2                | 0                | 0                | —                     | —                     | —                     | 13    | 0     | 0      |
| TSG 1899 Hoffenheim · Alemania    | 1.ª           | 2023-24       | 13    | 0     | 2      | 1                | 0                | 0                | —                     | —                     | —                     | 14    | 0     | 1      |
| TSG 1899 Hoffenheim · Alemania    | 1.ª           | 2024-25       | 31    | 5     | 2      | 2                | 0                | 0                | 8                     | 1                     | 2                     | 41    | 6     | 4      |
| TSG 1899 Hoffenheim · Alemania    | Total club    | Total club    | 56    | 5     | 4      | 5                | 0                | 0                | 8                     | 1                     | 2                     | 69    | 6     | 6      |
| TSG 1899 Hoffenheim II · Alemania | 4.ª           | 2022-23       | 1     | 1     | 1      | —                | —                | —                | —                     | —                     | —                     | 1     | 1     | 1      |
| TSG 1899 Hoffenheim II · Alemania | 4.ª           | 2023-24       | 18    | 4     | 3      | —                | —                | —                | —                     | —                     | —                     | 18    | 4     | 3      |
| TSG 1899 Hoffenheim II · Alemania | Total club    | Total club    | 19    | 5     | 4      | 0                | 0                | 0                | 0                     | 0                     | 0                     | 19    | 5     | 4      |
| Total carrera                     | Total carrera | Total carrera | 75    | 10    | 8      | 5                | 0                | 0                | 8                     | 1                     | 2                     | 88    | 11    | 10     |

## Palmarés

### Títulos nacionales
| Título                | Club             | País     | Año  |
| --------------------- | ---------------- | -------- | ---- |
| Supercopa de Alemania | Bayern de Múnich | Alemania | 2025 |